# USS Chicago (1885)
Pour les autres navires du même nom, voir USS Chicago.
Le premier USS Chicago fut un croiseur protégé de l’US Navy. Il fut construit sur les chantiers John Roach & Sons en Pennsylvanie (États-Unis) dans les années 1880.

Il fut le troisième croiseur de l'unité Squadron of Evolution.

## Histoire

### Avant la première guerre mondiale
Le 7 décembre 1889, l'USS Chicago a quitté Boston pour arriver le 21 décembre à Lisbonne, au Portugal. Le croiseur a servi en Europe et en mer Méditerranée comme Navire amiral de l'Escadre de l'évolution jusqu'au 31 mai 1890. Puis il est  parti de Funchal, île de Madère vers le Brésil et les Antilles avant de rejoindre  New York le 29 juillet.
L'USS Chicago, toujours comme navire amiral de l'Escadre de l'évolution  est resté le long des côtes orientales de l'Amérique du Nord et du Sud, ainsi que  et dans les Caraïbes, puis comme navire amiral de l'escadre de l'Atlantique Nord jusqu'en 1893. Après avoir pris part à la revue navale internationale à Hampton Roads en avril, il a quitté New York le 18 juin 1893 vers l'Europe et la Méditerranée en tant que navire amiral de la flotte américaine stationnée en Europe. Durant cette période, le navire a été commandé par Alfred Thayer Mahan, déjà célèbre en tant que stratège naval. L'USS Chicago revient à New York le 20 mars 1895 où il a été placé en réserve dès le 1er mai.
Remis en service le 1er décembre 1898, l'USS Chicago repasse dans les Caraïbes avant de rejoindre son stationnement en Europe le 18 avril. Puis il revient à New York le 27 septembre pour participer à la parade navale de célébration George Dewey du 2 octobre 1899.

Il repart de New York le 25 novembre pour reprendre son stationnement en Atlantique sud comme navire amiral de l'escadre de l'évolution jusqu'en 1901. Puis il revient croiser en Europe du Nord, en Méditerranée puis dans les eaux des Caraïbes jusqu'au 1er août 1903. Il est présent à Oyster Bay, New York, lors de la revue navale présidentielle.
Du 3 décembre 1903 au 15 août 1904, l'USS Chicago subit des réparations  à Boston. Après avoir navigué le long de la côte nord-est, le croiseur quitte Newport News en Virginie le 17 novembre  pour arriver à Valparaíso, au Chili le 28 décembre. Là, dès le 1er janvier 1905, il relève le croiseur cuirassé USS New York (ACR-2) en tant que navire amiral du stationnement du Pacifique, pour trois ans, croisant au large des côtes ouest de l'Amérique du Nord et du Sud, aux Caraïbes et à Hawaï.

En 1906, il joue un rôle clé dans l'évacuation de San Francisco pendant le grand tremblement de terre.
Le 8 janvier 1908, l'USS Chicago quitte San Diego pour la côte Est et rejoint l'escadre de l'Académie navale pour des exercices d'été sur la côte nord-est jusqu'au 27 août, date à laquelle il entre dans la réserve.

Il est remis en service l'été suivant (14 mai - 28 août 1909) pour des exercices de formation puis revient à Annapolis. Le 4 janvier 1910, il quitte l'Académie pour arriver à Boston le 23 janvier. Il est ensuite mis en réserve auprès de la milice navale du Massachusetts, jusqu'au 12 avril 1916, puis avec la milice navale de Pennsylvanie du 26 avril 1916 à avril 1917.

### Première guerre mondiale et après
Le 6 avril 1917, de sa base de Philadelphie, l'USS Chicago est remis en service en tant que navire amiral de l'escadre d'alerte sous-marine en Atlantique.
Le 10 juillet 1919, il quitte New York pour rejoindre la 2e division de croiseur (CruDiv 2), comme navire amiral dans le Pacifique. Il est reclassé « CA-14 » (croiseur lourd) en 1920 puis « CL-14 » (croiseur léger) en 1921.

De décembre 1919 à septembre 1923, il sert à la 14e division de sous-marins à la base de Pearl Harbor.
L'USS Chicago est déclassé à Pearl Harbor, le 30 septembre 1923 et utilisé comme de navire de réception jusqu'en 1935. Il est rebaptisé USS Alton le 16 juillet 1928 avec un reclassement « IX-5 », et vendu le 15 mai 1936.

L'USS Alton sombre dans le Pacifique en juillet alors qu'il était remorqué de Honolulu à San Francisco.